# Kardamítsia
Kardamítsia (Kardamitsia) är en ort i Grekland.   Den ligger i prefekturen Nomós Ioannínon och regionen Epirus, i den nordvästra delen av landet, 300 km nordväst om huvudstaden Aten. Kardamítsia ligger 548 meter över havet och antalet invånare är 3 172.
Terrängen runt Kardamítsia är varierad. Runt Kardamítsia är det mycket tätbefolkat, med 1 056 invånare per kvadratkilometer. Närmaste större samhälle är Ioánnina, 3,1 km sydost om Kardamítsia. Trakten runt Kardamítsia består till största delen av jordbruksmark.